# Давыдов, Всеволод Геннадьевич
Всеволод Геннадьевич Давыдов (род. 17 ноября 1961) — российский политический деятель, депутат Государственной Думы ФС РФ второго созыва (1995—1999).

## Биография
Закончил Самарский экономический институт.
К 1995 году работал генеральным директором проектного института АООТ «Карамзитстрой» в городе Самаре.

### Депутат государственной думы
В 1995 году избран в Государственную думу 2 созыва от ЛДПР, номер 1 по Самарской области.
Вошёл в комитет ГД по собственности, приватизации и хозяйственной деятельности.
С 24 декабря 1995 по 7 февраля 1997 года был координатором Самарского областного регионального отделения Либерально-демократической партии России.